# Габрово (община)
Га́брово (болг. Община Габрово) — община в Болгарии. Входит в состав Габровской области. Население общины 15 декабря 2008 года оценивалось в 73 650 человек, причём в крупнейшем населённом пункте общины — городе Габрово, в это время проживало 66 175 человек.
Площадь территории общины — 555,57 км², средняя высота над уровнем моря города Габрово — 392 м, в других местах общины высота достигает 550…600 м.

## Власть
Местный представительный орган власти — Совет общины, его председатель Валерий Василев, кмет (мэр) общины — Томислав Пейков Дончев — возглавляет администрацию общины и представляет исполнительную власть.
Также в городе Габрово находится администрация (областное управление) Габровской области.

## Административно-территориальное устройство
В общине, кроме города Габрово, есть десять кметств, кмет выбирается населением населённых пунктов, подчинённых кметству:
1. кметство Враниловци — кмет Теодора Гинкова Томова (коалиция БСД и БСП)[10]
2. кметство Гергини — кмет Румяна Русева Кушева (ГЕРБ)[11];
3. кметство Гыбене — кмет Марина Иванова Тодорова (инициативный комитет)[12];
4. кметство Донино — кмет Вася Парашкевова Михайлова (коалиция БСД и БСП)[13];
5. кметство Драгановци — кмет Новак Георгиев Иванов (коалиция БСД и БСП)[14];
6. кметство Желтеш — кмет Тодорка Колева Венкова (коалиция БСД и БСП)[15];
7. кметство Лесичарка — кмет Веселина Бонева Димова (инициативный комитет)[16];
8. кметство Поповци — кмет Румяна Иванова Иванова (ГЕРБ)[17];
9. кметство Чарково — кмет Диана (Дияна) Христова Колева (инициативный комитет)[18];
10. кметство Яворец — кмет Коё Кынев Коев (коалиция БСД и БСП)[19].

Сёла — Армени (Армените), Балани (Баланите), Борики, Грыблевци, Дебел-Дял, Думници, Здравковец, Зелено-Дырво, Златевци, Камештица (Камешица), Кметовци, Козирог (Кози-Рог), Мичковци, Музга, Новаковци, Райновци, Стоевци и Трынито, так как их население составляет менее 250 человек, управляются кметским наместником, назначаемым по указанию кмета общины.
Кмет общины Габрово — Томислав Пейков Дончев, (Граждане за европейское развитие Болгарии (ГЕРБ)) избран по результатам выборов.

## Состав общины
В состав общины входит город и 133 села:
| - Ангелов - Армените - Баевци - Баланите - Балиновци - Банковци - Бекриите - Беломыжите - Бобевци - Богданчовци - Боженците - Бойновци - Бойчета - Болтата - Борики - Борското - Брынеците - Бялково - Велковци - Ветрово - Влайчовци - Врабците - Враниловци - Вылков-Дол - Габрово - Гайкини - Гайтаните - Гарван - Геновци - Генчовци - Гергини - Гледаци - Горнова-Могила - Грыблевци - Гыбене - Дебел-Дял - Джумриите - Дивеци - Донино - Драгановци - Драганчетата - Драгиевци - Драгомани - Думници | - Езерото - Живко - Желтеш - Здравковец - Зелено-Дырво - Златевци - Иванили - Иванковци - Иглика - Източник - Камешица - Карали - Киевци - Кметовци - Кметчета - Кози-Рог - Колишовци - Копчелиите - Костадините - Костенковци - Лесичарка - Лоза - Малини - Малуша - Междени - Мечковица - Милковци - Михайловци - Мичковци - Мрахори - Музга - Николчовци - Новаковци - Овоштарци - Орловци - Парчовци - Пеёвци - Пенковци - Петровци - Пецовци - Попари - Поповци - Поток - Прахали | - Продановци - Пыртевци - Райновци - Раховци - Рачевци - Редешковци - Руйчовци - Рязковци - Свинарски-Дол - Седянковци - Сейковци - Семерджиите - Смиловци - Солари - Спанци - Спасовци - Старилковци - Стефаново - Стоевци - Стойковци - Стойчовци - Стоманеците - Сыботковци - Тодоровци - Тодорчета - Торбалыжите - Трапесковци - Трынито - Узуните - Фырговци - Харачерите - Цвятковци - Чавеи - Чарково - Червена-Локва - Черневци - Читаковци - Чукилите - Шарани - Шипчените - Яворец - Янковци - Ясените |

## Климат
Климат умеренно—континентальный, отличающийся холодной зимой и сравнительно тёплым летом. Преобладают северные и северо-западные ветра. Среднегодовая температура составляет около 10 °C. В высокой (горной) части общины снежный покров держится около 120 дней в году.